# Japanischer Fußball-Supercup 2013
Der japanische Fußball-Supercup 2013 wurde am 23. Februar 2013 zwischen dem J1 League-Gewinner 2012 Sanfrecce Hiroshima und dem Kaiserpokal-Sieger 2012 Kashiwa Reysol ausgetragen. Hiroshima gewann das Spiel durch ein Tor von Hisato Satō in der 29. Minute mit 1:0.

## Spielstatistik
| Paarung             | Sanfrecce Hiroshima – Kashiwa Reysol |
| Ergebnis            | 1:0 (1:0) |
| Datum               | 23. Februar 2013 um 13:35 Uhr |
| Stadion             | Nationalstadion, Tokio |
| Zuschauer           | 34.972 |
| Schiedsrichter      | Minoru Tōjō |
| Tore                | 1:0 Hisato Satō (29.) |
| Sanfrecce Hiroshima | Shūsaku Nishikawa – Hiroki Mizumoto, Kazuhiko Chiba, Tsukasa Shiotani – Toshihiro Aoyama, Kōji Morisaki, Kazuyuki Morisaki, Yōjirō Takahagi, Tsubasa Yokotake, Hironori Ishikawa (74. Satoru Yamagishi) – Hisato Satō (60. Naoki Ishihara) Cheftrainer: Hajime Moriyasu           |
| Kashiwa Reysol      | Takanori Sugeno – Naoya Kondō, Daisuke Suzuki, Tatsuya Masushima, Kim Chang-soo – Hidekazu Ōtani, Leandro Domingues, Jorge Wagner (79. Ryōsuke Yamanaka), Akimi Barada (58. Ryōichi Kurisawa) – Masato Kudō, Cléo (79. Jun’ya Tanaka) Cheftrainer: Nelsinho Baptista ( Brasilien) |
| Gelbe Karten        | Toshihiro Aoyama (57.) – Masato Kudō (19.), Leandro Domingues (64.), Ryōsuke Yamanaka (85.) |

### Auswechselspieler
| Auswechselspieler | Auswechselspieler |
| --- | --- |
| Sanfrecce Hiroshima | Kashiwa Reysol |
| - Takuya Masuda - Naoki Ishihara (60.) ▲ - Tomotaka Okamoto - Satoru Yamagishi (74.) ▲ - Park Hyung-jin - Lee Dae-heon - Kōji Nakajima | - Kazushige Kirihata - Kenta Kanō - Jun’ya Tanaka (79.) ▲ - Hirofumi Watanabe - Ryōichi Kurisawa (58.) ▲ - Hiroyuki Taniguchi - Ryōsuke Yamanaka |

## Supercup-Sieger Sanfrecce Hiroshima
|  | Sanfrecce Hiroshima |
|  | - Tor: Shūsaku Nishikawa, Takuya Masuda - Abwehr: Hiroki Mizumoto; Kazuhiko Chiba; Tsukasa Shiotani; Park Hyung-jin - Mittelfeld: Toshihiro Aoyama; Kōji Morisaki; Kazuyuki Morisaki; Yōjirō Takahagi; Tsubasa Yokotake; Hironori Ishikawa; Tomotaka Okamoto; Satoru Yamagishi; Lee Dae-Heon; Kōji Nakajima - Angriff: Hisato Satō; Naoki Ishihara |
|  | Trainer: Kenta Hasegawa |